# 1802 en Grèce ottomane
Chronologie de la Grèce ottomane
- 1798
- 1799
- 1800
- 1801
- 1802
- 1803
- 1804
- 1805
- 1806

Cette page concerne les évènements survenus en 1802 en Grèce ottomane  :

## Événement
- 5 janvier :  Thomas Bruce (7e comte d'Elgin), ambassadeur britannique auprès de l'Empire ottoman, commence à retirer les marbres du Parthénon à Athènes. Le premier chargement quitte Le Pirée à bord du navire d'Elgin, le Mentor, « avec de nombreuses caisses de moulage et de sculptures », dont trois torses en marbre du Parthénon[1]. Le Mentor coule au large de Cythère, en 1802 ou 1803[2].

## Dissolution
- Mer-Égée, département français.

## Naissance
- Joachim II de Constantinople, patriarche de Constantinople.
- Theódoros Kiossés (el), officier de marine et combattant pour l'indépendance.
- Nikólaos Níkas (el), combattant de l'indépendance.
- Ioánnis Olýmpios (el), écrivain, médecin et professeur d'université.
- Thanassoúlas Valtinós, général.